# Ханделіївський заказник
Ханделіївський — ентомологічний заказник місцевого значення. Об'єкт розташований на території Валківської міської громади Богодухівського району Харківської області, на південь від села Миколаївка.
Площа — 5 га, статус отриманий у 1984 році.
Охороняється ділянка лучно-степової рослинності біля витоків річки Шляхова в урочищі «Ханделаєве».
Трапляються види комах, приурочені до степових цілинних рослинних угруповань, серед яких виявлено низку рідкісних видів, занесених до Червоної книги України. Серед корисних комах помітне місце посідають запилювачі люцерни та інших сільськогосподарських культур.